# Тевкелев, Салимгарей Шангареевич
Салимгарей Шангареевич Тевкелев (тат. Səlimgərəy Şahingərəy uğlı Təfkilev, Сәлимгәрәй Шаһингәрәй улы Тәфкилев; 1805, Килимово — 2 января 1885, Уфа) — мурза из касимовского рода Тевкелевых, муфтий (1865—1885).

## Биография
Салимгарей Тевкелев начал свою карьеру на воинской службе. В 1826—1833 гг. — штаб-ротмистр Павлоградского гусарского полка, в 1828—1829 гг. участвовал в Русско-турецкой войне, в 1830—1831 г. — в подавлении Польского восстания. Николай I наградил штаб-ротмистра польским орденом «Virtuti militari».
После увольнения из армии занимался помещичьим хозяйством, имея более 3 тысяч десятин земли в Оренбургской губернии. В 1848—1851 гг. предводитель дворянства Бугульминского уезда Оренбургской губернии. В 1852 г. совершил хадж в Мекку.
28 апреля 1865 г. утверждён на пост муфтия и председателя Оренбургского магометанского духовного собрания указом Александра II. За усердную службу в должности муфтий Салимгарей Тевкелев был награждён орденами Св. Станислава 1-й степени, Св. Анны 1-й степени, Св. Владимира 1-й степени.
Являлся директором и членом ряда губернских попечительских комитетов. Занимался благотворительностью. На его деньги жителями деревни Уракбаш, Оренбургского уезда, в 1862—1870 гг. было построено новое здание мечети. Поскольку у Салимгарея Тевкелева не было наследников по прямой линии, он раздал своё состояние родственникам и завещал большие суммы на постройку мечетей и мектебов. При этом 2 тыс. десятин земли были переданы как вакуф (добровольное пожертвование) основанным в Уфе мусульманскому приюту и богадельне.
Похоронен на территории первой соборной мечети Уфы.

## Награды
7 орденов, в том числе орденом Святой Анны 1-, 2-, 3-, 4-й степеней.